# 스필나 스프라바

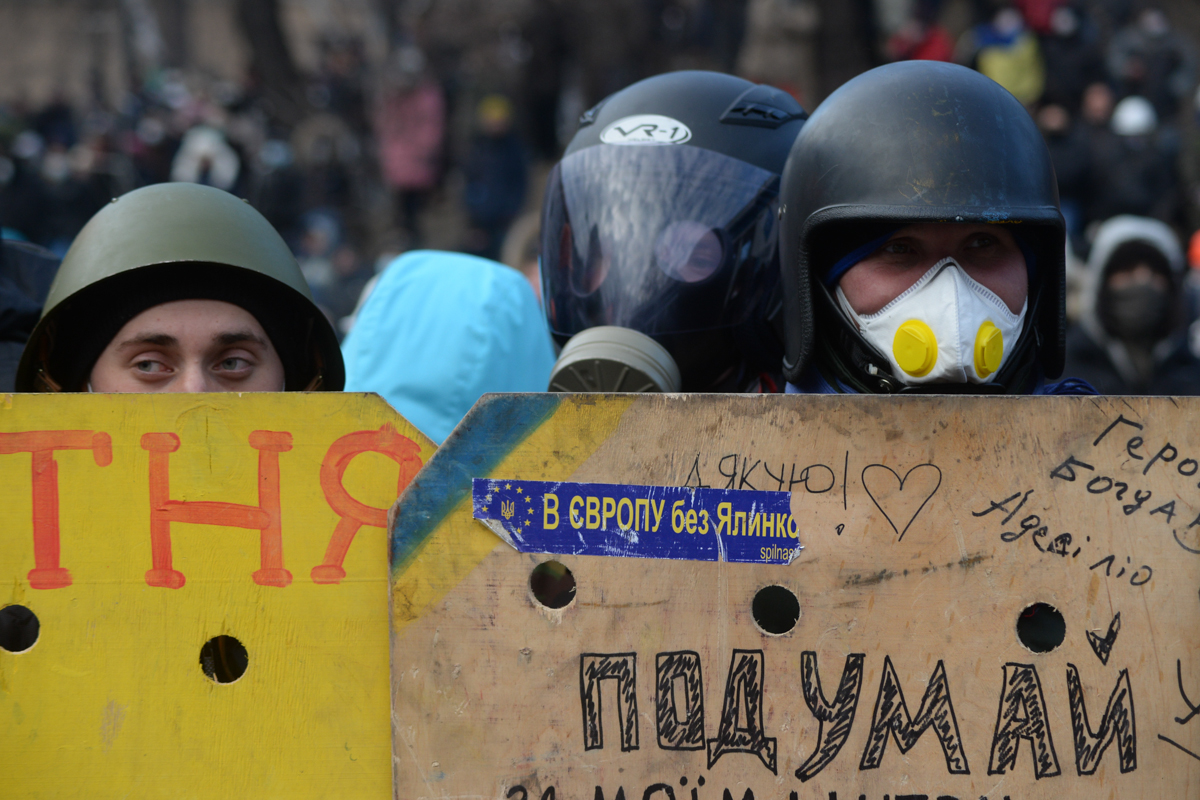
나무 방패를 들고 전진하는 스필나 스프라바 시위대.

스필나 스프라바(우크라이나어: Спільна справа)는 우크라이나의 반정부 단체이다. 스필나 스프라바는 우크라이나어로 "공동의 목적"을 뜻한다. 이 단체는 2014년 초 유로마이단 시위 당시 키이우의 우크라이나 법무부, 농민부, 에너지부(1월 25일에 몇 시간만 점령했지만, 원하는 경우에는 계속 점령할 수 있었음을 보여줌) 등 몇몇 정부 기관 건물을 장악했다.
이 단체의 대표는 변호사이자 인권운동가이며 레오니드 쿠치마 전 대통령 반대 운동에 참가한 올렉산드르 다닐류크였다가, 이후에는 키이우의 시장인 레오나드 체르노베스키가 되었다.
유로마이단 기간 동안 스필나 스프라바는 다른 유로마이단 참가 단체와 협력을 거부했다. 스필나 스프라바 자체는 온건적이였고 오히려 더 "과격"한 반정부 단체들이 우크라이나의 대통령 빅토르 야누코비치의 제2 아자로프 정부에게 계염령을 발효할 구실을 준다고 반대하였다. 특히 스필나 스프라바와 우크라이나 민족주의 정당인 스보보다와는 관계가 매우 좋지 않아, 스보보다 운동가들은 스필나 스프라바의 우크라이나 농민부 및 키이우 시 청사 점령을 강제로 떠맡았다고 보고했다. 2014년 2월 3일 이 단체의 대표인 레오나드 체르노베스키는 우크라이나가 자신을 체포하려 한다면서 런던으로 탈출하여 도착했다고 전했다.